# بیلی گوندری
بیلی گوندری (انگلیسی: Billy Goundry; ۲۸ مارس ۱۹۳۴ – فوریه ۲۰۱۲ (aged 77)) بازیکن فوتبال اهل بریتانیا بود.
از باشگاه‌هایی که در آن بازی کرده‌است می‌توان به باشگاه فوتبال هادرزفیلد تاون، باشگاه فوتبال بدفورد تاون، و باشگاه فوتبال برنتفورد اشاره کرد.